# San Juan (Trinidad und Tobago)
San Juan ist eine Stadt in Trinidad und Tobago. Sie liegt im Norden der Insel Trinidad und ist Verwaltungssitz der Region San Juan-Laventille.

## Lage und Gliederung
San Juan liegt mitten im East-West Corridor, der südlich der Northern Range von Westen nach Osten verlaufenden Metropolregion der Landeshauptstadt Port of Spain. Da Port of Spain im Norden durch die Northern Range und im Süden durch den Caroni Swamp begrenzt ist, weitete sich die Stadt im Laufe der Zeit nach Osten aus. Der dadurch entstandene East-West Corridor ist so dicht besiedelt, dass früher eigenständige Städte heute fließend ineinander übergehen und eher den Charakter von Stadtteilen der Hauptstadt-Agglomeration haben. Formell sind sie jedoch weiterhin unabhängig. San Juan liegt etwa 6 km östlich der Stadtgrenze von Port of Spain. Es grenzt im Westen an Morvant, im Osten an Champs Fleurs, im Norden an Santa Cruz und im Süden an Barataria. Politisch gehört die Stadt zum Wahlbezirk Barataria/San Juan, Abgeordneter des Wahlbezirks im Repräsentantenhaus ist seit den Kommunalwahlen im November 2016 Pernell Bruno (PNM). San Juan gliedert sich in die communities El Socorro, El Socorro Extension, San Juan, Aranguez, Petit Bourg, Febeau Village und Romain Lands. Der San Juan River durchfließt die Stadt in Nord-Süd-Richtung.
| Community            | Einwohner |
| -------------------- | --------- |
| El Socorro           | 8049      |
| El Socorro Extension | 2581      |
| San Juan             | 15772     |
| Aranguez             | 7404      |
| Petit Bourg          | 5171      |
| Febeau Village       | 5213      |
| Romain Lands         | 916       |
| Summe                | 45.146    |

## Geschichte
Im ausgehenden 17. Jahrhundert wurde von spanischen Kapuziner-Mönchen in der Region Aricagua, benannt nach dem Arawak-Namen für den dort fließenden Fluss San Juan River, eine Missionierungskirche gegründet, die dem hl. Johannes dem Täufer geweiht wurde (spanisch: San Juan Bautista). 1790 wurde unter spanischer Kolonialherrschaft von Gouverneur José María Chacón an dieser Stelle die Siedlung San Juan gegründet, um etwa auf halbem Wege zwischen Puerto de España (Port of Spain) und der damaligen Hauptstadt San José de Oruña eine Zwischenstation zu haben. Die ersten Siedler waren Franzosen und kamen im Rahmen der Cedula de populacion, eines Edikts des spanischen Ministers José de Gálvez y Gallardo, das 1783 die verstärkte Ansiedlung französischer Bürger auf der bis 1797 spanischen Insel Trinidad gestattete und dadurch einen signifikanten Bevölkerungszuwachs und eine rasch ansteigende Wirtschaftsleistung der Insel ermöglichte. Die Neubürger bauten Zuckerrohr und Kaffee an. Eine Volkszählung anlässlich der Machtübernahme durch die Briten 1797 ergab für den Aricagua eine Bevölkerung von 593 Personen, davon 209 Weiße und freie Schwarze. Mit den Briten wurde der Kaffeeanbau zugunsten des Kakaos aufgegeben, außerdem wurden in San Juan fortan in geringem Umfang Baumwolle und Bananen angebaut. 1828 wurde mit dem Bau einer Kirche begonnen, die dem Namenspatron der Stadt geweiht wurde. Nach den 1849 von Gouverneur George Harris angestoßenen Verwaltungsreformen erhielt San Juan 1851 eine Polizeistation und eine Grundschule und wurde (als eine der ersten Städte Trinidads) an das neu eingeführte Postnetz angeschlossen. 1881 betrug die Einwohnerzahl 516. Umliegende Plantagen wuchsen nach und nach zu Dörfern, die irgendwann mit San Juan verschmolzen, so dass die Einwohnerzahl der Stadt 1946 bereits 6500 betrug und bis 1970 auf über 30.000 anstieg.

## Wirtschaft und Verkehr
Einer der größten Arbeitgeber der Stadt ist der Getränkeabfüller Joseph Charles Bottling Works and Investments Limited, der unter dem Markennamen Solo Softdrinks und Säfte international vertreibt. Das Hauptquartier von Global Brands Limited, der größten Schnellrestaurant-Firma der Karibik, befindet sich in San Juan. Die Samba Brewing Company, eine von zwei Brauereien des Landes, hat ihren Sitz in San Juan und vertreibt ihre Produkte in zehn Ländern inklusive den USA und Kanada. Ein in San Juan ansässiger, in der ganzen Karibik operierender Hersteller von Eiscreme ist Flavorite Ice Cream.
Quer durch San Juan verläuft die Eastern Main Road, eine der Hauptverkehrsadern Trinidads. Von 1876 bis 1968 war San Juan an das trinidadische Eisenbahnnetz angeschlossen; der letzte trinidadische Personenzug verkehrte am 28. Dezember 1968 zwischen San Juan und Port of Spain.

## Einrichtungen und Kultur
San Juan ist Hauptstadt der Region San Juan-Laventille; der Sitz der Verwaltungsbehörde San Juan-Laventille Regional Corporation befindet sich im Stadtteil Aranguez. Es gibt in San Juan drei weiterführende und zehn Grundschulen, letztere zum Teil von religiösen Organisationen betrieben. Die Stadt verfügt über drei römisch-katholische Kirchen, zwei der Siebenten-Tags-Adventisten, einen Hindutempel, eine Moschee, eine Kirche der Baptisten und eine der Evangelikalen.
Die Aranguez Savannah ist eine parkähnliche Freifläche, auf der jährlich eine große Phagwah-Feier sowie das Samaan Tree Rock Festival stattfinden. Auf Trinidad endemische Musikstile wie Soca, Calypso oder Parang haben durch zahlreiche Wettbewerbe einen kompetitiven Charakter und deshalb einen hohen Stellenwert in der Bevölkerung. Die Steelband Pamberi Steel Orchestra und das Parang-Orchester Alumnos de San Juan haben ihre Sitze in San Juan. Der viermalige trinidadische Fußballmeister San Juan Jabloteh ist in der Stadt ansässig, trägt seine Heimspiele jedoch mangels Stadion im Hasely Crawford Stadium in Port of Spain aus.

## Persönlichkeiten
- Marvin Andrews (* 1975, Fußballer)
- Domonique Williams (* 1994), Leichtathletin
- Revell Webster (* 2004), Sprinter